# Harthsee
Der Harthsee ist wie der benachbarte Bockwitzer See ein Tagebaurestsee, der aus dem Braunkohletagebau Borna-Ost hervorgegangen ist. Er liegt im Leipziger Neuseenland östlich von Borna und nördlich von Frohburg und wurde von 1987 bis 1995 geflutet. Er ist ein geprüftes EU-Badegewässer.

## Geografische Lage
Der Harthsee befindet sich im Landkreis Leipzig zwischen Borna im Nordwesten und Frohburg im Süden. An den See grenzen der Bornaer Ortsteil Neukirchen im Westen und die Frohburger Ortsteile Nenkersdorf im Osten und Bubendorf im Süden. Im Westen und Süden führt die A 72 vorbei, die Abfahrt Borna-Süd liegt knapp 4 km nördlich des Sees.

## Geschichte
Mit der Stilllegung des Tagebaus Borna-Ost, dem ersten Teil des Tagebaus Borna-Ost/Bockwitz, im Jahr 1985 wurde das im südlichen Teil des Tagebaus befindliche „Restloch Nenkersdorf“ aus Sümpfungswasser des 1982 aufgeschlossenen Tagebaus Bockwitz, Wasser aus dem Harthbach und ansteigendem Grundwasser geflutet. Nach der Stilllegung des Tagebaus Bockwitz im Jahr 1992 endete ein Jahr später die Einleitung von Sümpfungswasser. Danach erfolgte der Anstieg des Wasserspiegels nur durch Grundwasser und Oberflächenwasser. Der 87 Hektar große See erreichte 1995 seinen Endstand.
Der Harthsee wird zur Naherholung ausgebaut. Der Harthsee-Verein bemüht sich darum, das Gewässer zu einem Teil des entstehenden Seenverbundes im Südraum Leipzig zu gestalten. Ein Campingplatz ist geplant. Der See wird als Bade- und Angelgewässer genutzt. Sowohl am Strand von Nenkersdorf als auch an dem von Neukirchen wurden Parkplätze geschaffen.